# サーブ 340
サーブ 340
日本エアコミューターのサーブ 340B（全機退役済み）
- 用途：ターボプロップ旅客機
- 製造者：SAAB
- 運用者：エアエスト 
 シルバー・エアウェイズ 
 ローガンエアー
- 初飛行：1983年1月25日
- 生産数：459
- 生産開始：1983年 – 1999年
- 運用開始：1983年
- 運用状況：生産終了、運用中

サーブ 340（Saab 340）は 近距離用双発ターボプロップ旅客機である。

## 開発
スウェーデンのサーブ社とアメリカのフェアチャイルド社が共同開発した。1983年1月に初飛行し、同年6月にクロスエアに初納入された。最初はSF340という名前であったが、1985年にフェアチャイルド社が生産から撤退したため以後340A型に名前が変えられた。

## 設計
機体の与圧性能が高く、サーブ 340とDHC Q400ではフライト後の疲労度が違うと感じる乗務員もいるという。客室は最大幅2.16m、最大高1.83m、長さ10.39mでシートは通路を挟み1+2の横3列で最後列を横4列配列した場合最大37席設置可能、通路と座席接地面は段差を付けることにより、通路の高さを確保している。手荷物および貨物室コンパートメントは客室後方に配置されている。化粧室は客席配置により客室前方および後方いずれにも配置可能である。また、機内騒音に関して客室内に集音マイクを付けデジタル信号処理し、別に設置されたスピーカーから騒音を打ち消す逆位相の音を発生させ騒音を減少させる、アクティブ騒音制御装置（消音スピーカー）を取り付け、ジェット機並みの騒音レベルに近づけている。なおAPUがない型式はエンジン停止中はエアコンなどが動かせないので電源車で電気を送る光景が空港などで見られる。
操縦室はCRT表示装置を使用したグラス・コックピット仕様で、デジタル飛行誘導および自動操縦システム、カラー気象レーダー、電波高度計は標準装備されている。

## 運用

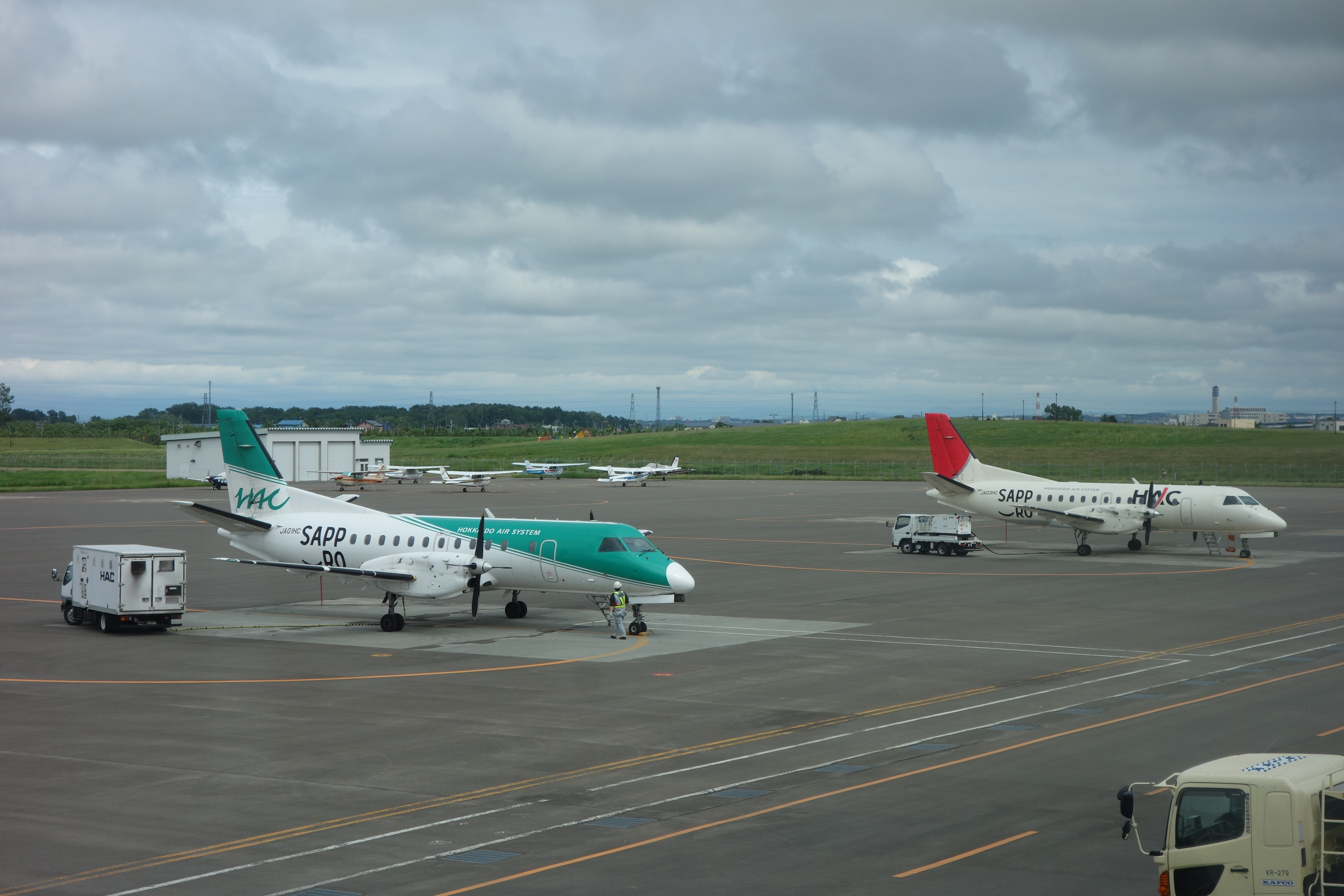
サーブ340B-WT 北海道エアシステム運航機（丘珠空港）

世界各国の航空会社や軍事組織で導入されており、スウェーデン軍では機体上にエリアイレーダーを装備した早期警戒管制機(AEW&C) を運用している。
オーストラリア最大の地方航空会社であるリージョナル・エクスプレス航空の保有機は、全てサーブ340となっている。
サーブの事業見直しで民間機製造事業から撤退したことで、サーブ 340は1999年に生産が終了した。量産機数は500機以上である。

### 日本での運用
日本では日本航空機製造YS-11型の後継機として、日本エアコミューター（JAC）が340B型を11機、北海道エアシステム（HAC）が340B-WT型を3機導入したほか、海上保安庁が中型救難機として4機を採用した。日本の航空会社の時刻表では「SA」「SF3」等と表記されている。
日本エアコミューター
JACのサーブ 340Bは1988年に導入が決まり、1992年から1999年に11機が導入された。後方にあるトイレを座席に改造し、客室前方にトイレを新設して36席に増加したタイプで、追加の3席には窓が無いほか、導入時期で荷物棚の扉が上開き（1-4番機）と下開き（5-11番機）、スピーカーの数が違うといった違いがあった。JACでは離島と西日本各地を結ぶ航路に就役したが、ドルニエ 228から航路を引き継いだ与論空港と喜界空港は滑走路が短いため、25人（鹿児島-与論）と29人（鹿児島-喜界）の旅客制限を行っていた。JACのサーブ 340Bは27年間無事故で運用され、ATR42-600の導入に伴い、2015年から順次退役が始まり、2019年12月20日の鹿児島-喜界島線を最後に運航を終了した。
北海道エアシステム
HACでは1998年に2機、1999年に1機を導入した。3機をフル稼働させるダイヤで、定期点検など3機稼動できない期間があらかじめ決まっている場合は2機体制のダイヤが組まれた。2011年4月には、1機が機材不具合で3日間離脱したが、別機材の定期点検と重なったため稼動できる機材が1機だけとなり、26便中16便が欠航する事態となった。こうした無理な機材繰りを緩和するため、5年ほどで運用機を1機増やす計画があったが、実現には至らなかった。代案として、2015年11月からHACの機材とJACの340Bを共通事業機に登録し、JACの機材を借り受けることで定期整備期間中の一部路線便を運航することとなった。2016年4月28日には丘珠空港にてJA02HCの定期点検明けにより、前述のJACとの提携による短期リースJAC旧塗装機(JA002C)、独自塗装機(JA01HC)、JAL復帰新塗装機(JA02HC)、JAL離脱前旧塗装(JA03HC)の4機4塗装が勢揃いする光景が見られた。ATR42-600の導入に伴い、2020年12月29日から退役が始まり、JA03HCが飛行回数5万7,053回、飛行時間3万5,899時間でその退役機第1号となった。続いて2021年9月7日を最後にJA01HCが退役し、最後の1機となったJA02HCも2021年12月26日を最後に退役となったが、12月26日の定期便ラストフライト（札幌-釧路）は雪で欠航となり、翌27日の鹿児島空港へのフェリーを兼ねたラストフライトツアーが最後の旅客運行となった。HACのサーブ340がATR42-600に代替されたことより、札幌-女満別便の増便と札幌-奥尻便の通年運航が可能になったが、日本の航空会社からサーブ340が完全に姿を消した。
海上保安庁
海上保安庁では1997年にショート スカイバンの後継として2機のサーブ 340Bを導入し、羽田航空基地に配備した。海上保安庁のサーブ 340B（正式名称：サーブ・スカニア式サーブ340B型）は胴体下部に赤外線監視装置と捜索レーダーを搭載し、最前列の旅客窓を大型化、胴体後部に物資投下も可能な大型扉を装備した捜索救難機仕様で、航続距離も3,400 km（1,840海里）まで延長された。スカイバンで可能だった車両の搭載は不可能になった代わりに、搭載量は大幅に増加し、YS-11Aに匹敵する最高速度と航続距離を有すると評された。当初は、YS-11Aやビーチ 200の後継救難機として新造機の追加購入も計画されたが、製造中止となったため断念された。その後、就役済の2機に合成開口レーダーが追加装備されたほか、2007年には特殊警備隊輸送用に中古の2機が導入され（正式名称：サーブ式サーブ340B型）、関西空港海上保安航空基地に配備された。

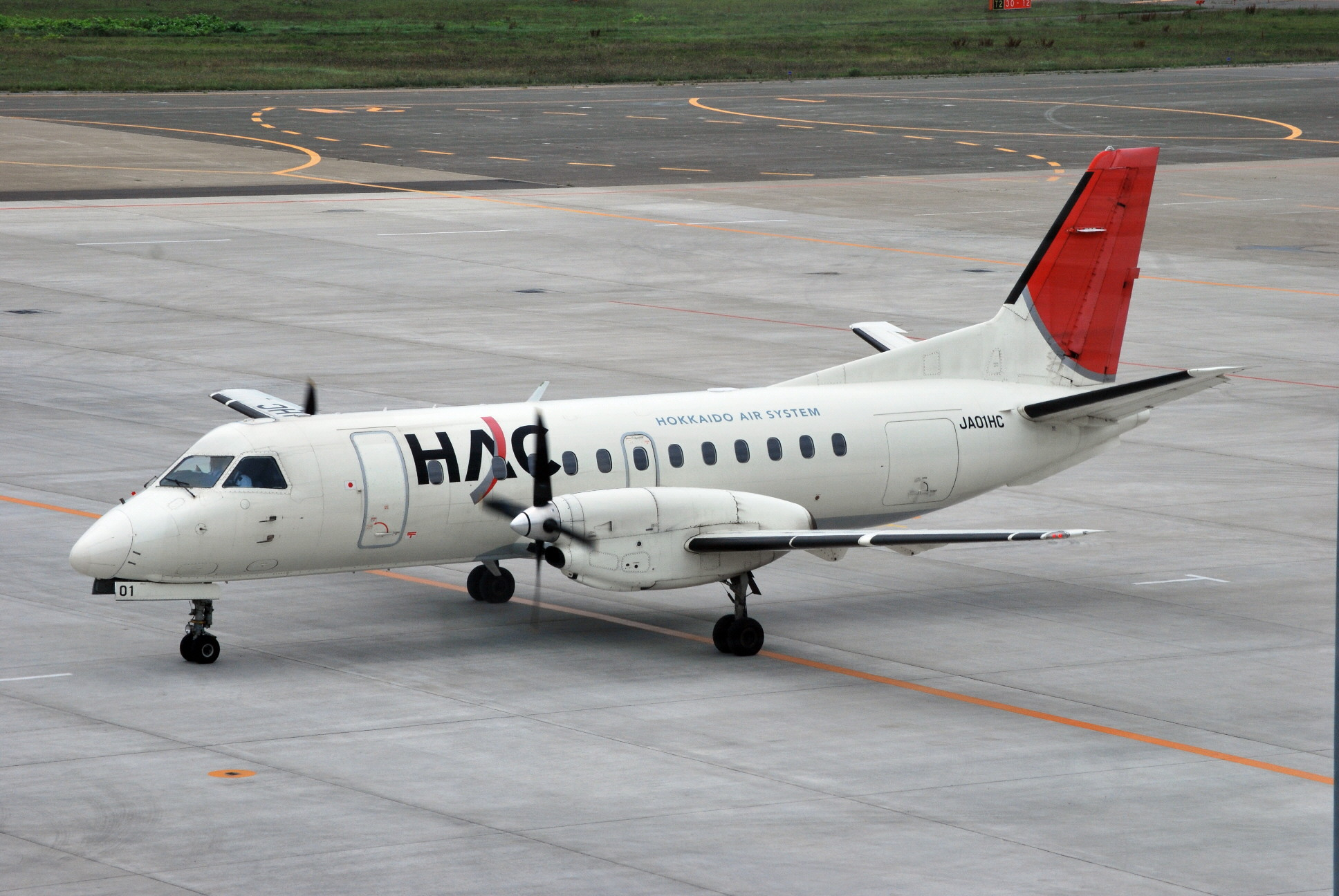
サーブ340B 北海道エアシステム運航機（函館空港）
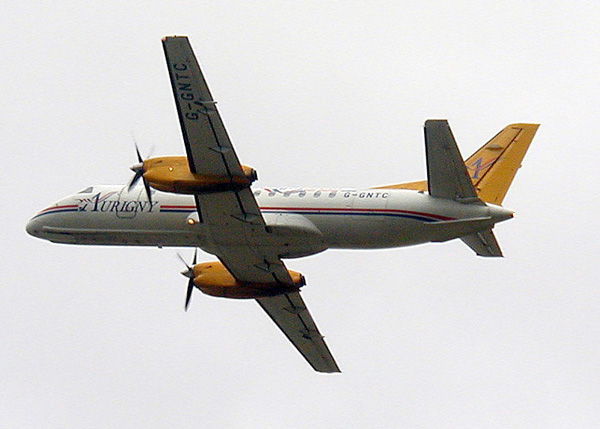
オーリニー・エア・サービス サーブ340
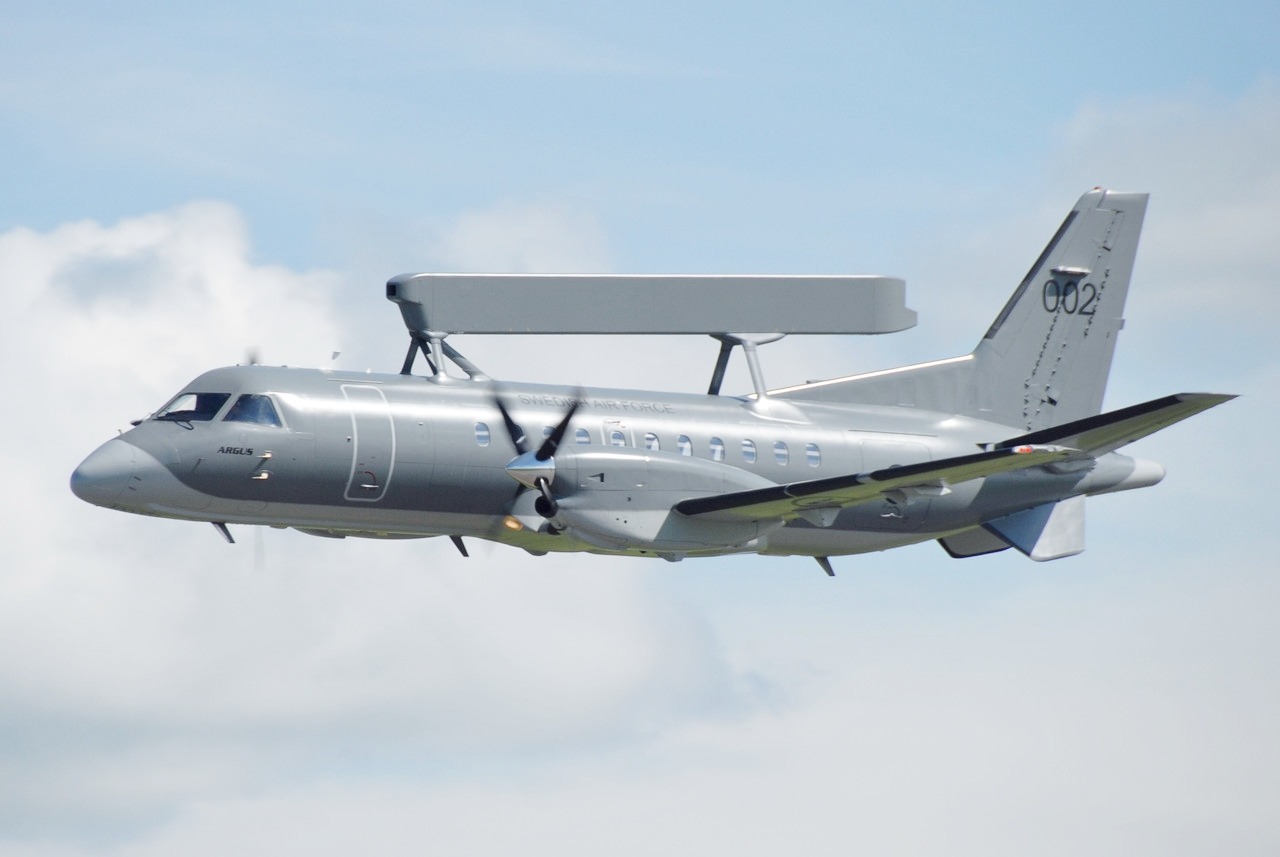
スウェーデン空軍の早期警戒管制機型 サーブ 340 AEW&C「アーガス」
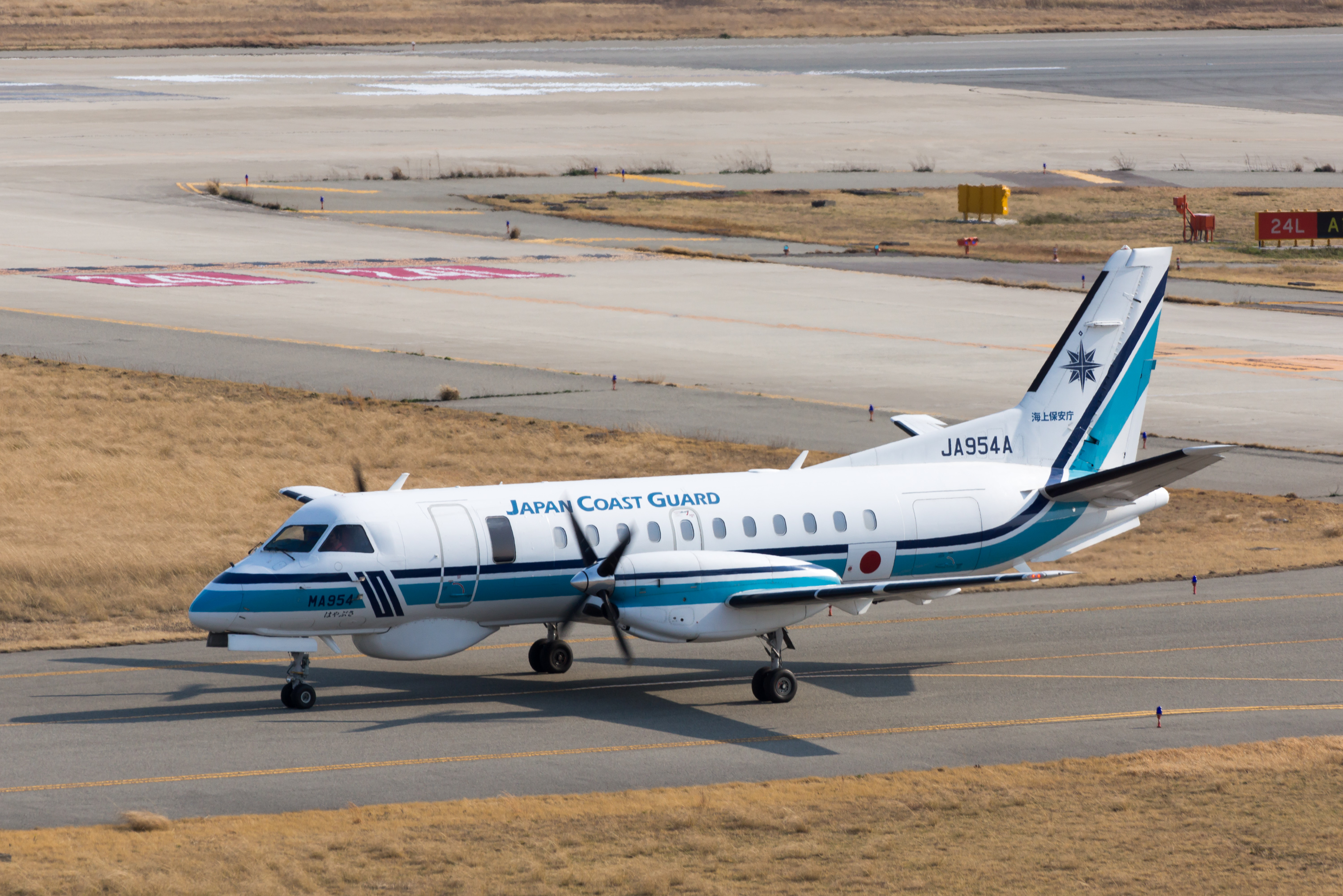
関西国際空港におけるサーブ340B「はやぶさ1号」

## 派生型
サーブ340A
最初の改良型。1985年以降はプロペラを直径3.35mに大型化した。
サーブ340B
1989年から運用されている。エンジンをGE・アビエーションCT7シリーズの出力向上型へ換装し、離陸重量が増大した。このため、ペイロードおよび航続距離性能が向上し、高地・高温下での運用性も高まった。
サーブ340B+
1995年に開発された短距離離着陸型で、1,200mの滑走路で離着陸可能である。
サーブ340B-WT
主翼端を片側0.6m（全幅で1.2m）延長し離着陸時の安定性を高め、プロペラブレーキとAPUを装備しさら運用性を向上させた。
サーブ2000
サーブ340の胴体と主翼を大型化した50-58席級の機体。販売が低迷し、サーブが民間機製造から撤退する原因となった。

## 仕様

### サーブ340B
- 乗員：3名（操縦士2名・客室乗務員1名）
- 乗客：33-37名
- 全幅：21.44m (70ft 4in)
- 全長：19.73m (64ft 9in)
- 全高：6.97m (22ft 11in)
- エンジン：GE社製CT-7-9A/9B型ターボプロップエンジン × 2基
- 出力：1,870 hp [13]
- プロペラ：Dowty Rotor or Hamilton Standard (Total Diameter 132in) 4枚羽
- 最大離陸重量：13,155 kg[13]
- 最大速度：472 km/h（255ノット[13]）
- 巡航速度：522 km/h
- 航続距離：1,735km

## 参考資料
1. 1 2  金子一郎「日本のコミューター路線拡充に貢献したJACのSAAB 340B」『航空ファン』通巻807号（2020年3月号）文林堂 P.64
2. ↑  宮城正男「JACのSAAB 340B、ついにラストフライトを迎える」『航空ファン』通巻807号（2020年3月号）文林堂 P.65
3. 1 2  “北海道エアシステム 機材一覧  Saab 340機材”. 2021年3月28日閲覧。
4. ↑  「HAC丘珠移転 安定運航が課題」 2011年5月31日付『北海道新聞』朝刊11面
5. ↑  2015年11月4日～11月20日の運航計画変更について～日本エアコミューター保有機材の共通事業機登録に伴う変更～ (PDF)  北海道エアシステム 2015年10月1日
6. ↑  “北海道エアシステム、日本エアコミューター「JA002C」を一部路線に投入”. FlyTeam. (2015年11月5日)
7. ↑  HAC公式Facebook記事写真
8. ↑  河合広雄「北海道エアシステムのサーブ機JA03HCラストフライト」『航空ファン』通巻819号（2021年3月号）文林堂 P.97-99
9. ↑  “SAAB340B-WT 型機 2 号機(JA02HC)の運航について”. 北海道エアシステム. (2021年10月25日)
10. ↑  “SAAB2号機が12月26日に定期便ラストフライトを迎えます”. 北海道エアシステム. (2021年11月11日)
11. ↑  “HAC、サーブ2号機の定期便ラストフライトを欠航に　雪の影響”. 北海道エアシステム. (2021年12月26日)
12. ↑  “2021年度冬期ダイヤ中に全機新機材へ更新完了”. 北海道エアシステム. (2021年8月24日)
13. 1 2 3 4 5 6  「海上保安庁ニュース 新中型飛行機「サーブ340B」登場!」『世界の艦船』第530集（1997年10月号）海人社 P.162
14. 1 2  「海上保安庁航空機の全容」『世界の艦船』第800集（2014年7月特大号）海人社 P.107